# Liebenbergita
La liebenbergita és un mineral de la classe dels silicats, que pertany al grup de l'olivina. Rep el seu nom de William Ronald Liebenberg, director general adjunt de l'Institut Nacional de Metal·lúrgia de Sud-àfrica.

## Característiques
La liebenbergita és un nesosilicat de fórmula química (Ni,Mg)₂SiO₄. Cristal·litza en el sistema ortoròmbic. La seva duresa a l'escala de Mohs és 6.
Segons la classificació de Nickel-Strunz, la liebenbergita pertany a «9.AC - Nesosilicats sense anions addicionals; cations en coordinació octaèdrica [6]» juntament amb els següents minerals: faialita, forsterita, glaucocroïta, kirschsteinita, laihunita, tefroïta, monticel·lita, brunogeierita, ringwoodita i chesnokovita.

## Formació i jaciments
Va ser descoberta l'any 1973 a la mina de talc Scotia, a Bon Accord, Barberton (Província de Mpumalanga, Sud-àfrica). També ha estat descrita a Helbra (Saxònia-Anhalt, Alemanya), Agios Konstantinos (Grècia) i Vryburg (Província del Nord-oest, Sud-àfrica).